# Milada Šindlerová
Milada Šindlerová, křtěná Milada Anna Marie (9. února 1875 Bohušovice nad Ohří – 22. října 1941 Praha) byla česká malířka a grafička.

## Život a dílo
Milada Šindlerová (roz. Kodlová) byla dcerou ředitele cukrovaru v Praze Josefa Kodla (1837-1909). Studovala soukromě postupně u Václava Jansy, Aloise Kalvody, Viktora Strettiho a Tavíka Františka Šimona, poté v Paříži u Charlese Guérina. V červnu 1904 vystavovala se školou Al. Kalvody na Král. Vinohradech.
V letech 1914–1921 žila v Madridu, kde působil její manžel Josef Šindler (1866–1931) jako první československý konzul. Postupně vystavovala v Paříži, Madridě, San Sebastianu, Bilbau a Barceloně. Psala fejetony o Španělsku do Národních listů (22. 9. 1920, 3. 8. 1922) a Tribuny (20. 5. 1922). Ze Španělska si přivezla obrazy s městskou tematikou, studie mořského pobřeží a krajinářské záznamy. Významné jsou i její umělecké grafiky (lepty) a monotypy.
Koncem roku 1919 vystavovala obrazy ze Španělska v Rubešově galerii. V únoru 1922 vystavovala obrazy ze Španělska, Itálie, Francie, Dalmácie a Skotska v Topičově salonu. Zlatá Praha postupně reprodukovala její obrazy Algesiras (1920), Alicante (1920), Starobylé domky na náměstí v Segovii (1922), Starý most v Ondarroa (1922) a Segovia (1922).
V dalším období žila v Itálii, kde v Neapoli do r. 1929 bylo další diplomatické působení jejího manžela. V r. 1931 byla zastoupena na výstavě „Francie v obrazech českých malířů“ ve Francouzském ústavu Arnošta Denise. Na jaře 1938 pořádala Jednota umělců výtvarných soubornou výstavu jejích olejů, akvarelů, leptů a litografií. V prosinci 1938 vystavovala květinová zátiší (oleje, kresby a monotypy) v Praze. V r. 1939 byla třemi obrazy zastoupena na výstavě „Národ svým výtvarným umělcům“ v Praze.
Byla členkou Jednoty umělců výtvarných. Spolkový časopis Dílo v r. 1910 publikoval její obraz Z břehu Francie, který však v pozůstalosti byl veden pod názvem Hra vln (moře u Viga).
Posmrtnou výstavu měla v prosinci 1942 v Jednotě umělců výtvarných v Praze.

## Galerie

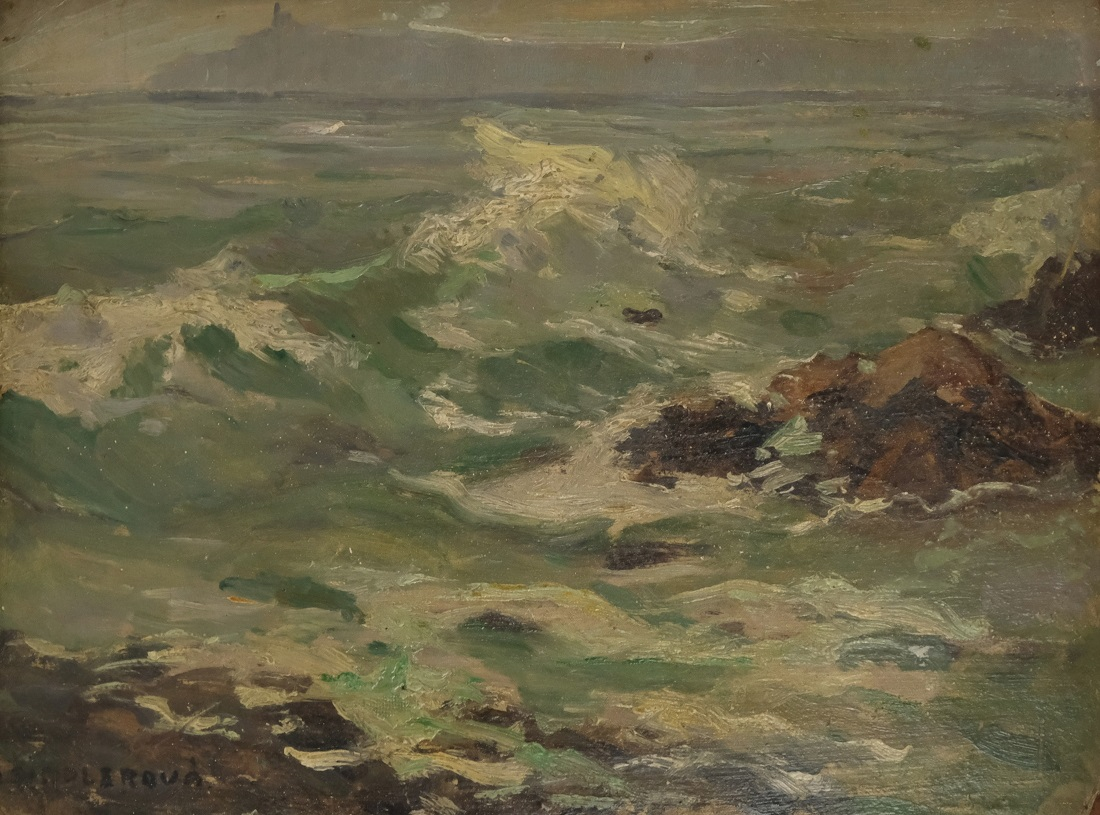
Milada Šindlerová Hra vln (moře u Viga)
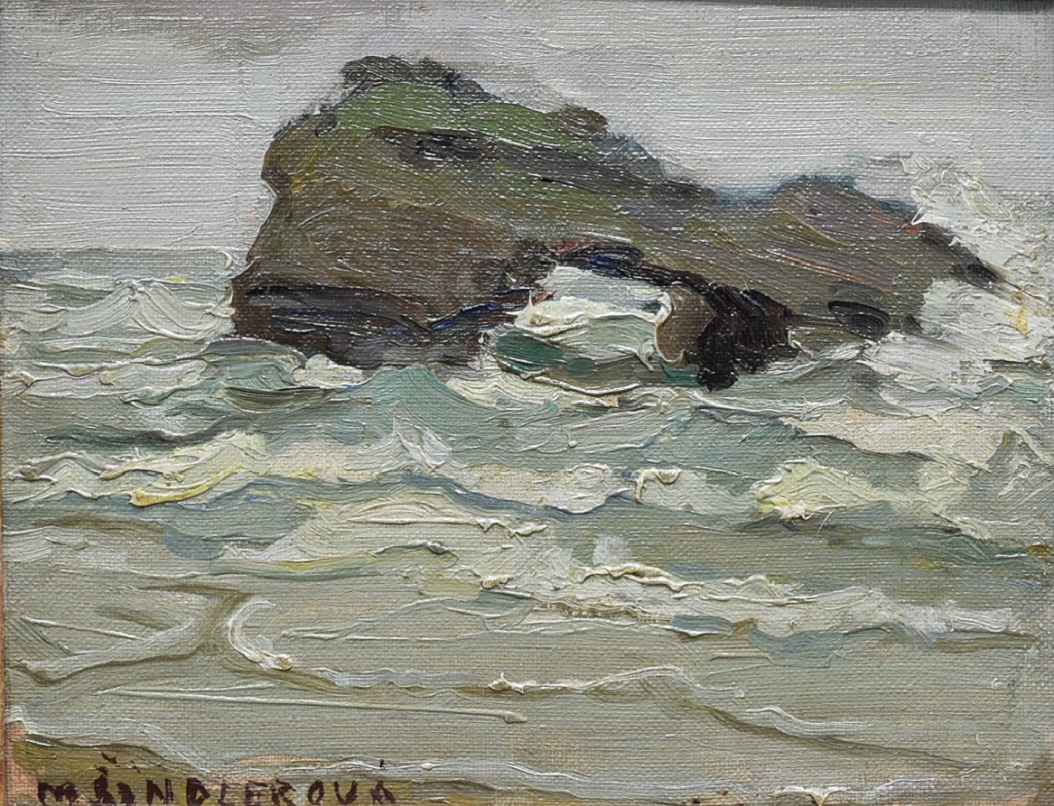
Milada Šindlerová Moře u Finistere
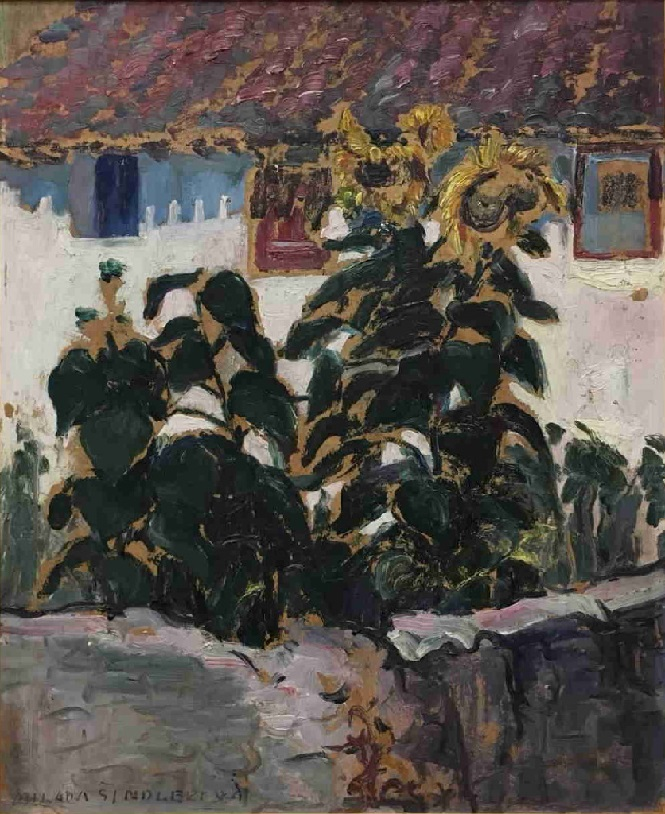
Milada Šindlerová Slunečnice
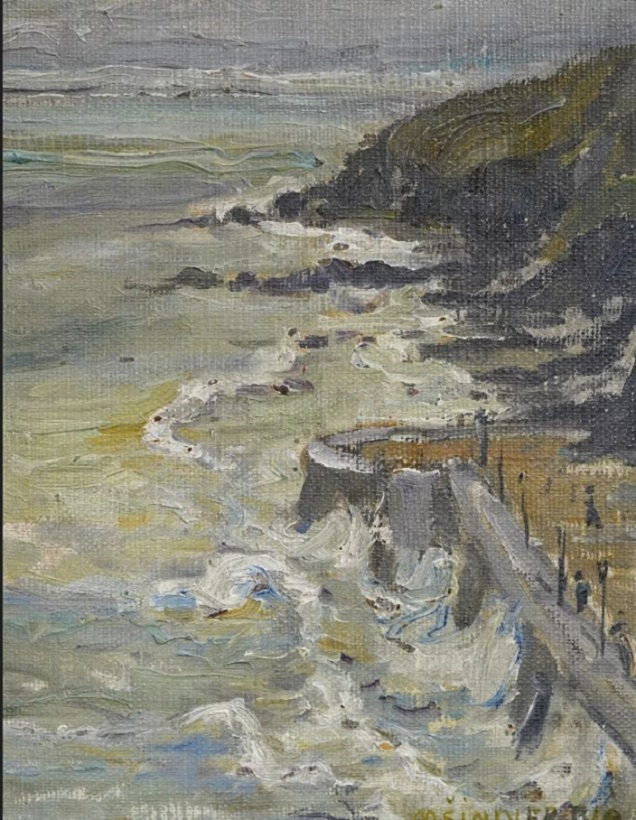
Milada Šindlerová Pobřeží
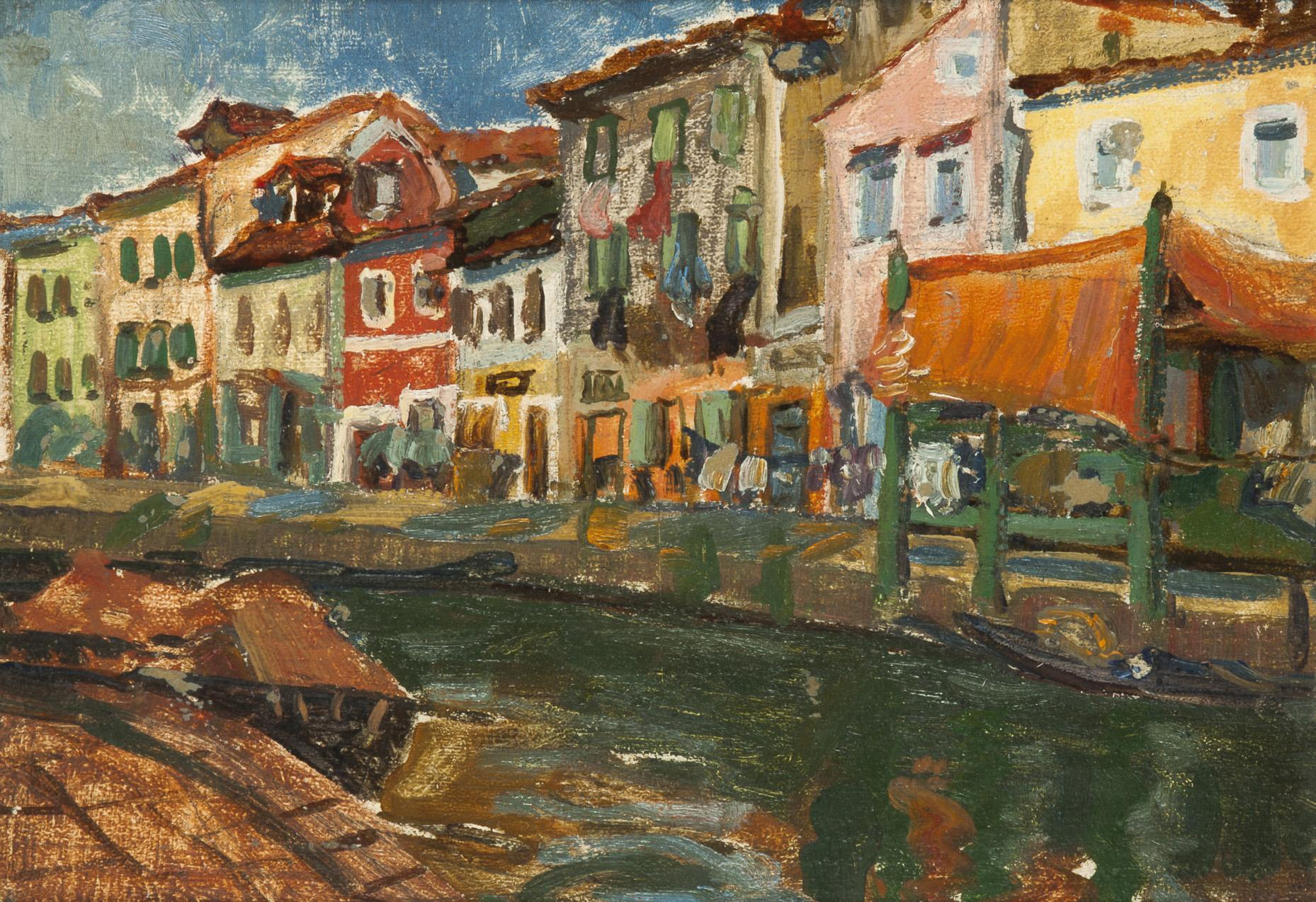
Milada Šindlerová Rimini
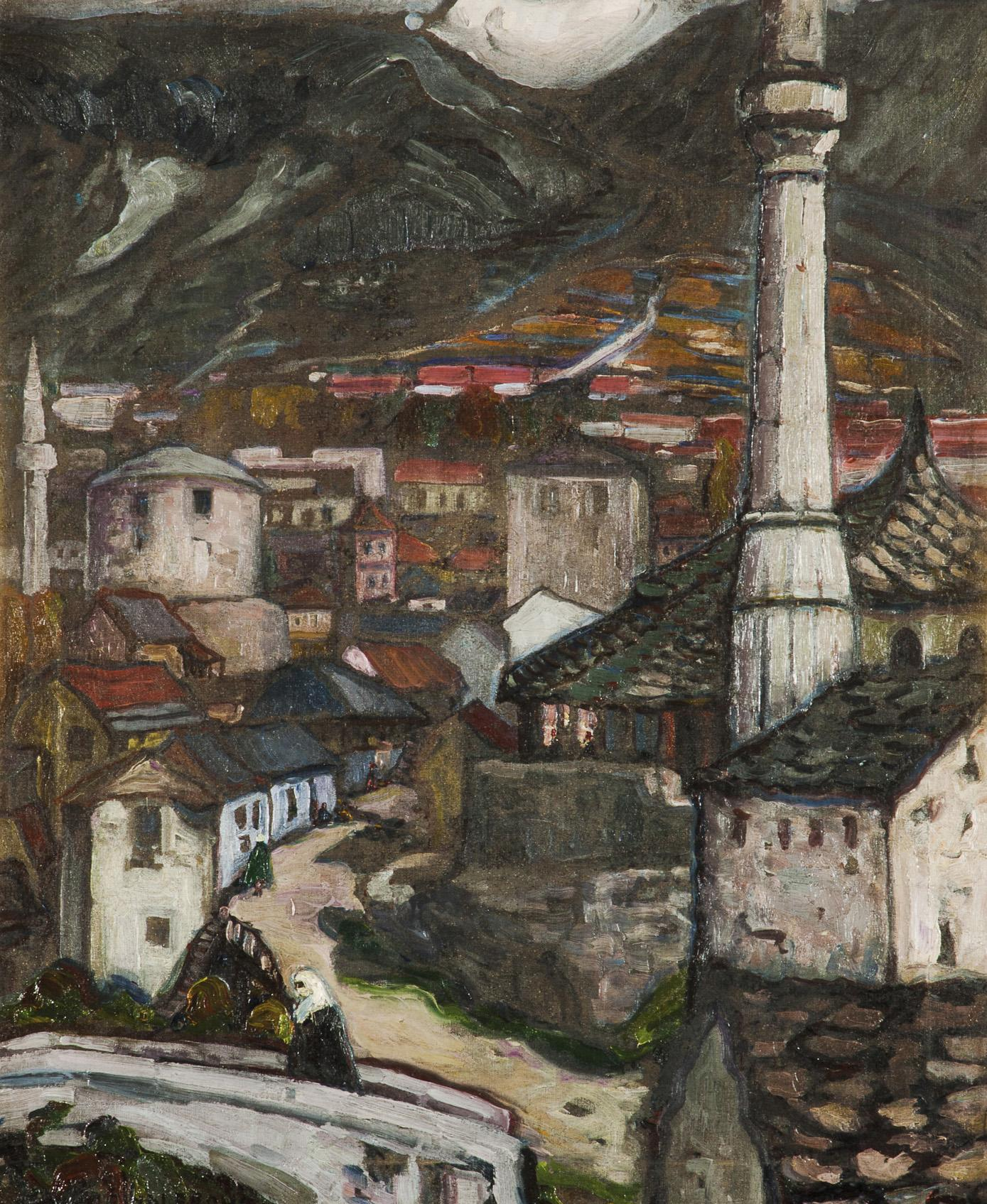
Milada Šindlerová Španělská scéna
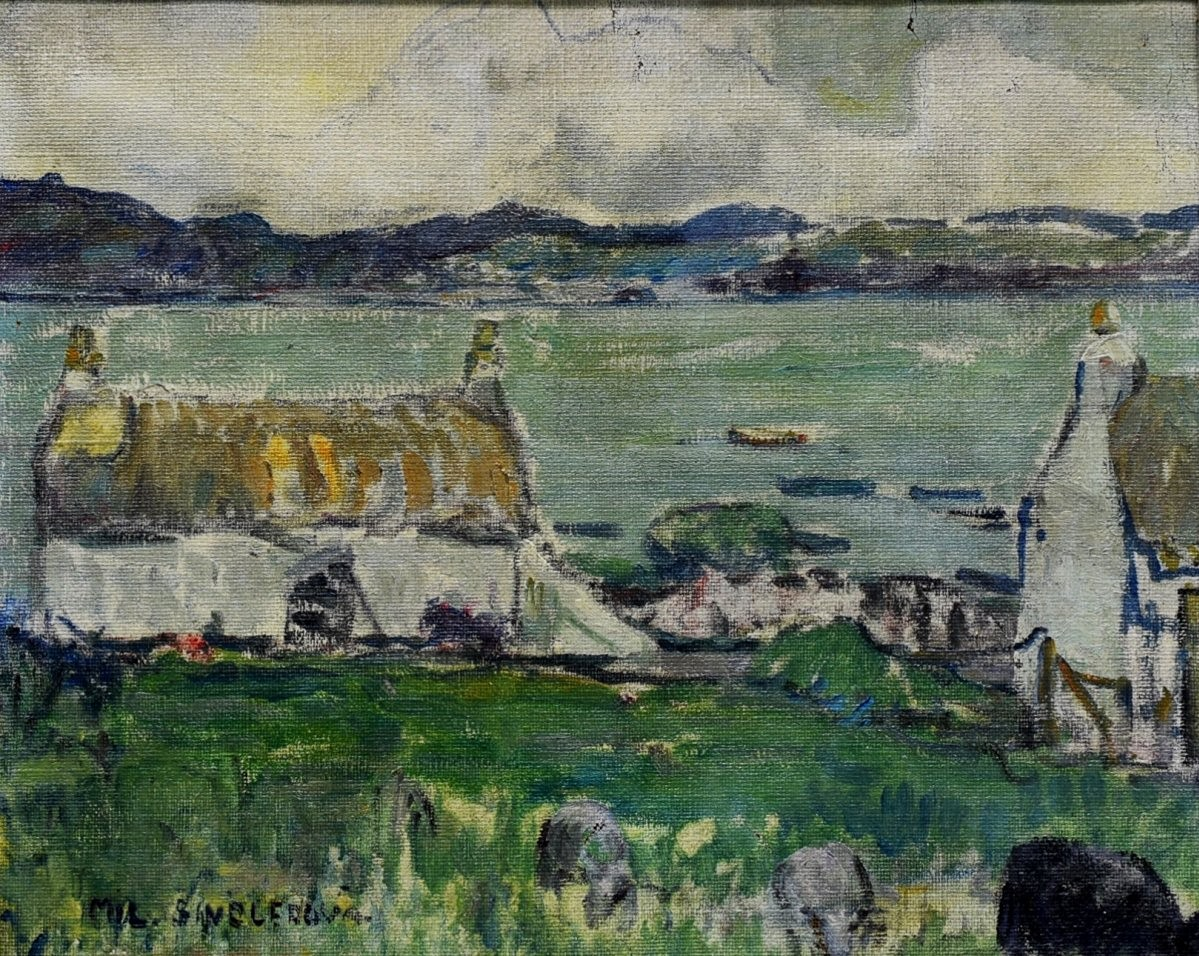
Milada Šindlerová Vesnička ve Skotsku
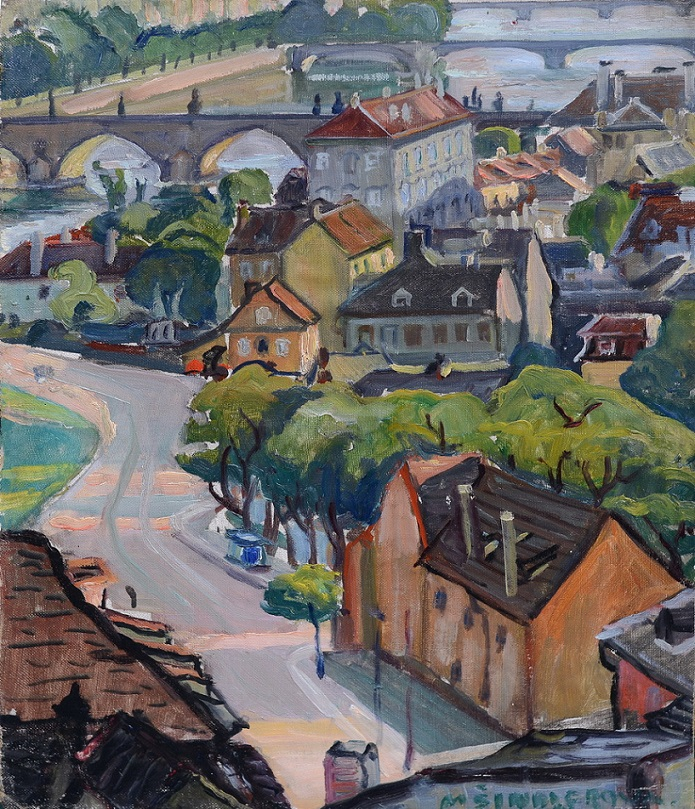
Milada Šindlerová Klárov
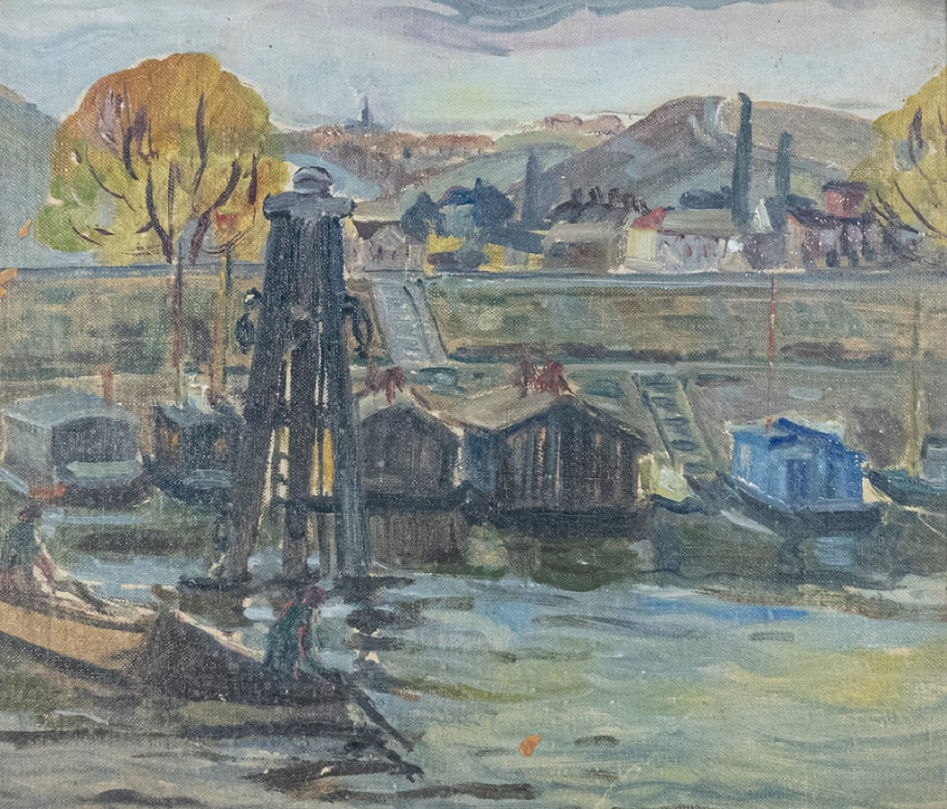
Milada Šindlerová Podolí

## Výstavy
- 1919 – Milada Šindlerová, výběr obrazů ze Španělska, Rubešova galerie, Praha
- 1920 – Výstava pod záštitou velvyslance, Impresiones sobre España, Café Slavia, Španělsko
- 1922 – Výstava obrazů ze Španěl a ciziny Milady Šindlerové, Topičův salon, Praha
- 1938 – Květinová zátiší, galerie M. Šnoblové, Praha
- 1938 – Souborná výstava maleb a grafiky ak. malířky Milady Šindlerové, Jednota umělců výtvarných, Praha
- 1942 – Milada Šindlerová, Jednota umělců výtvarných, Praha